# Manşūr Kandī
Manşūr Kandī (persiska: منصور کندی) är en ort i Iran.   Den ligger i provinsen Västazarbaijan, i den nordvästra delen av landet, 500 km väster om huvudstaden Teheran. Manşūr Kandī ligger 1 288 meter över havet och antalet invånare är 246.
Terrängen runt Manşūr Kandī är mycket platt.Runt Manşūr Kandī är det ganska tätbefolkat, med 144 invånare per kvadratkilometer. Närmaste större samhälle är Mīāndoāb, 6,5 km öster om Manşūr Kandī. Trakten runt Manşūr Kandī består till största delen av jordbruksmark.